# Ягодне (Астраханський район)
Я́годне (каз. Ягодное) — село у складі Астраханського району Акмолинської області Казахстану. Входить до складу Жалтирського сільського округу.
Населення — 62 особи (2021; 121 у 2009, 254 у 1999, 386 у 1989).
Національний склад станом на 1989 рік:
- росіяни — 34 %;
- німці — 24 %.